# Вулиця Івана Ґонти (Іллінці)
Ву́лиця Івана Ґонти (до 30.12.2015 — Щорса) — вулиця в місті Іллінці Вінницької області. Бере початок від вулиці Незалежності і простягається на південь до урочища Галіки, де й закінчується.
Прилучаються вулиці: Устима Кармелюка, Пушкіна, Голицька, Польова та безліч малих вулиць Дачного масиву.
Забудова здебільшого промислова, за часів Радянського Союзу на вулиці знаходився плодоконсервний завод та дорожні будівельні організації. Зараз на їх території діють нові приватні підприємства. Далі забудова —приватний сектор.

## Історія
Вулиця виникла в кінці 1950-х років як об'їзна дорога навколо містечка Іллінців, з правої сторони знаходився аеродром часів Другої світової війни, який почали забудовувати приватними будинками так зв. Мікрорайон Аеродром.
Ліворуч вулиця належала до села Голики, де були колгоспні лани. У 1973 році почалась активна забудова, збудовано консервний завод. Далі в сторону лісу у 1980—1990 роках було відведено садові ділянки так зв. Фазенди.
Зараз один із районів міста — Дачний масив. Протяжність вулиці збільшилась. На початку 1990-х і дотепер з парної сторони починаючи від повороту на вулицю Польову. Зводяться приватні будинки так зв. Поле чудес.

## Назва вулиці
Колишню свою назву Щорса вулиця отримала у 1961 році. На честь Миколи Щорса — українського радянського військового діяча періоду початку більшовицької окупації України.
Сучасна назва з 30 грудня 2015 року на честь одного з керівників Коліївщини Івана Ґонти.
Є свідчення перебування Івана Ґонти в Іллінцях. Біля села Борисівка яке знаходиться поряд з Іллінцями, є урочище Гонтів Яр, де переховувався Іван Ґонта із гайдамаками. Таким чином за ініціативою місцевої громади, вшановано борця за волю українського народу, легендарного Івана Ґонту.